# Wiązownica Duża
Wiązownica Duża – wieś w Polsce położona w województwie świętokrzyskim, w powiecie staszowskim, w gminie Staszów.
W latach 1975–1998 miejscowość administracyjnie należała do województwa tarnobrzeskiego.
W latach 1867–1954 w granicach administracyjnych gminy Osiek (natenczas dzieliła się na: Wiązownicę osadę młyńską, Wiązownicę Małą wioskę i następujące kolonie: Wiązownicę-Majorat, Wiązownicę Poduchowną oraz Wiązownicę Sołectwo); a w granicach obecnej gminy Staszów dopiero od 1 stycznia 1973 roku po reaktywacji gmin w miejsce gromad.
Wieś liczy około 1000 mieszkańców. Znajduje się tu szkoła podstawowa (pierwszą szkołę założono w 1922), przedszkole, piekarnia i masarnia. Przez wieś przepływa rzeka Kacanka zwana w różnych częściach Matus, Basta, Brodek, Ciepła Rzeczka.
Wierni kościoła rzymskokatolickiego należą do parafii św. Michała Archanioła w Wiązownicy-Kolonii.

## Dawne części wsi – obiekty fizjograficzne
W latach 70. XX wieku przyporządkowano i opracowano spis lokalnych części integralnych dla Wiązownicy Dużej zawarty w tabeli 1.

| Nazwa wsi – miasta    | Nazwy części wsi – miasta                                           | Nazwy obiektów fizjograficznych – charakter obiektu |
| --------------------- | ------------------------------------------------------------------- | --- |
| I. Gromada WIĄZOWNICA |                                                                     | |
| 1. Wiązownica Duża    | 1. Karczmówka 2. Koniec 3. Kowalówka 4. Krzak 5. Podgórze 6. Zagóra | 1. Buczyny – las 2. Czyżowskie Góry – wzgórze, nie- użytki 3. Dąbrówki – pole 4. Dodaty – pole 5. Grabiny – las 6. Jesiona – łąka 7. Kaczanka – rzeczka 8. Kały – łąka 9. Karczmówka – pole 10. Koniec – pole 11. Kowalówka – pole 12. Krzak – pole 13. Ogrody – pole, łąka 14. Pastwiska – pole 15. Piekielny Smug – łąka leśna, krza- ki 16. Plastarnia – łąka leśna, las 17. Podbuczynie – pole 18. Podezrąb – pole 19. Podgórze – pole 20. Posada – łąka 21. Rędziny – pole 22. Stawek – las 23. Stawiska – łąki 24. Studzienki – pole 25. Suska Struga – krzaki 26. Szeroki Smug – krzaki, łąka leśna 27. Wypalanki – las 28. Zagóra – pole |